# 1. козачка коњичка дивизија
Прва козачка коњичка дивизија Вермахта формирана је током лета 1943. од козачких антисовјетских добровољаца и одабраних регрутованих заробљеника Црвене армије. Почев од септембра 1943. налази се у саставу 69. резервног корпуса Друге оклопне армије који је био задужен за територију северно од Саве. Поред ангажовања у корпусним операцијама против НОВЈ у Срему и Славонији, Друга оклопна армија употребљавала је делове ове јединице и у операцијама јужно од Саве.
У новембру 1944. проглашена је СС-формацијом.
У јануару 1945. развијањем из њеног састава формирана је и Друга козачка коњичка дивизија, са којом је заједно сачињавала 15. козачки коњички корпус. Ратни пут завршила је у јужној Аустрији, делом заробљена од Црвене армије, а делом од Британаца. Британци су свој део заробљеника предали Црвеној армији. Након предаје, њени припадници су већином стрељани.

## Историја
1. козачка коњичка дивизија је регрутована од Козака, заробљених припадника Црвене армија, затим делимично од Руса регрутованих са подручја под немачком окупацијом и дезертера из Црвене армије. Била је позната по изразито анти-бољшевичкој оријентацији и великој борбености. Дивизију су чинила четири пука: донски, кубањски, сибирски и теречки, којима су командовали немачки и козачки официри, док је командант дивизије био генерал Хелмут фон Панвиц. Многе припаднике дивизије су пратили чланови њихових породица.
По свом образовању у априлу 1943, дивизија је послата у Независну Државу Хрватску и стављена је под команду 2. оклопне армије и коришћена за обезбеђивање позадине. Првенствени задатак дивизије је била заштита железничке пруге Београд-Загреб од партизанских саботажа.